# Sisyrinchium palmifolium
Sisyrinchium palmifolium är en irisväxtart som beskrevs av Carl von Linné. Sisyrinchium palmifolium ingår i släktet gräsliljor, och familjen irisväxter.

## Underarter
Arten delas in i följande underarter:
- S. p. fuscoviride
- S. p. palmifolium

## Bildgalleri

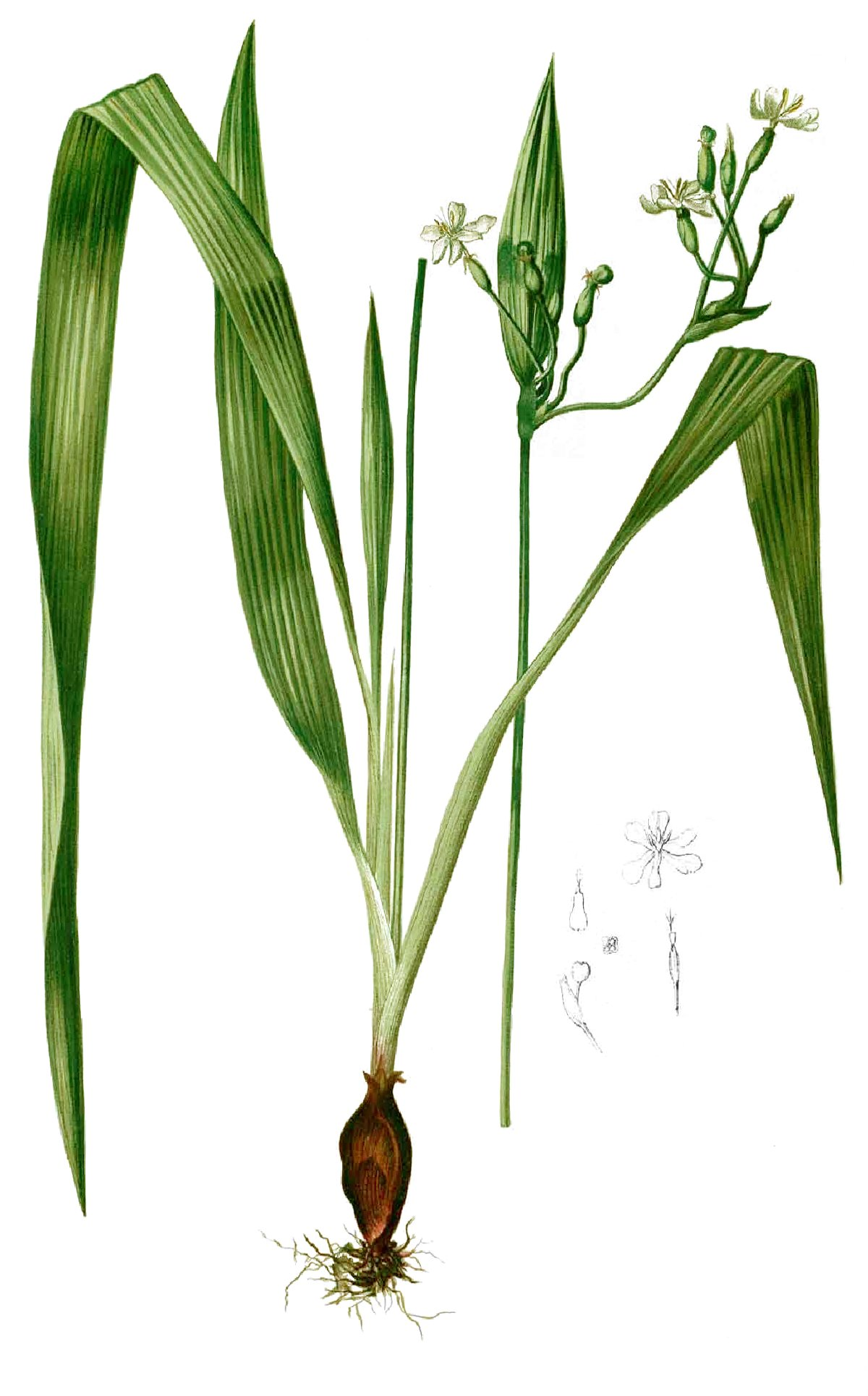
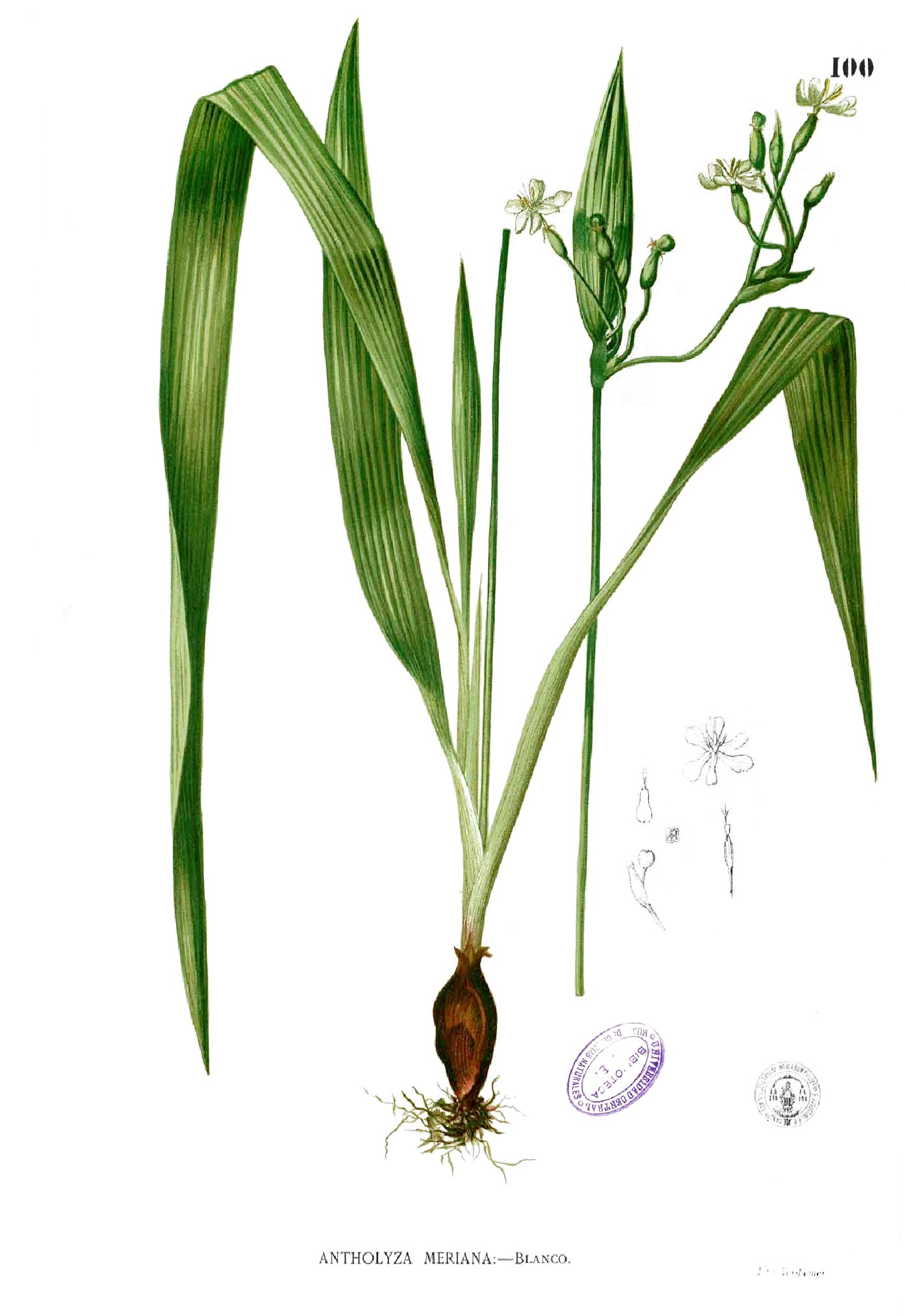